# 오유경 (약학자)
오유경(1965년 1월 22일 ~ )은 대한민국의 약학자이다. 윤석열 정부에서 제7대 식품의약품안전처장으로 임명되어 현재 재임 중이다.

## 학력
- 서울대학교 약학대학 (약학 / 학사)
- 서울대학교 대학원 (약학 / 석사)
- 뉴욕 주립대학교 대학원 (약학 / 박사)

## 경력
- 보령제약 신약개발부 연구원
- 하버드 대학교 세포생물학과 박사후연구원
- SK케미칼 생명과학연구개발실 연구원
- 특허청 약품화학과 연구원
- 차의과학대학교 의학과 강사
- 고려대학교 생명과학대학 강사
- 서울대학교 약학대학 학장
- 서울대학교 약학대학 제약학과 부교수
- 서울대학교 약학대학 제약학과 교수
- 한국약제학회 교육위원장
- 한국약제학회 회장
- 한국약학교육협의회 이사장
- 제7대 식품의약품안전처장

| 전임 김강립 | 제7대 식품의약품안전처장 2022년 5월 27일 ~ |  |